# Lars Korvald
Lars Korvald (29. dubna 1916 – 4. července 2006) byl norský politik. V letech 1972–1973 byl premiérem Norska. V letech 1969–1972 byl předsedou norského parlamentu. Byl představitelem Křesťanské lidové strany (Kristelig Folkeparti), jejímž předsedou byl v letech 1967–1975 a 1977–1979. Byl prvním představitelem této strany, který se stal norským ministerským předsedou.
Jeho kabinet vznikl poté, co Trygve Bratteli rezignoval na premiérskou pozici po neúspěšném referendu o vstupu Norska do Evropského hospodářského společenství.

## Vyznamenání
- komtur Řádu svatého Olafa – Norsko, 1986